# Quarante-septième circonscription de la Seine
La quarante-septième circonscription de la Seine est l'une des neuf circonscriptions législatives que compte le département français de la Seine, situé en région Île-de-France.

## Description géographique
La quarante-septième circonscription de la Seine était composée de :
- canton de Nogent-sur-Marne[2]

## Description historique et politique

### Historique des députations[3]
| Législature | Début de mandat | Fin de mandat  | Député           | Parti politique | Observations                                                                             |
| ----------- | --------------- | -------------- | ---------------- | --------------- | ---------------------------------------------------------------------------------------- |
| Ire         | 9 décembre 1958 | 9 octobre 1962 | Roland Nungesser | UNR             | Mandat écourté à la suite d'une dissolution parlementaire décidée par Charles de Gaulle. |
| IIe         | 6 décembre 1962 | 9 février 1966 | Roland Nungesser | UNR-UDT         |                                                                                          |
| IIe         | 9 février 1966  | 2 avril 1967   | René Ithurbide   | UNR-UDT         |                                                                                          |

## Historique des élections

### Élections de 1958[3]
| Candidat       | Candidat              | Parti          | Premier tour | Premier tour | Second tour | Second tour |  |
| Candidat       | Candidat              | Parti          | Voix         | %            | Voix        | %           |  |
| -------------- | --------------------- | -------------- | ------------ | ------------ | ----------- | ----------- |  |
|                | Roland Nungesser élu  | UNR            | 15 991       | 31,06        | 33 768      | 67,23       |  |
|                | Louis Talamoni        | PCF            | 13 624       | 26,46        | 16 462      | 32,77       |  |
|                | Robert Belvaux        | SFIO           | 6 905        | 13,41        | Retrait     | Retrait     |  |
|                | René Minguet          | CR             | 4 518        | 8,77         | Retrait     | Retrait     |  |
|                | Christian Bourguignon | Divers         | 3 450        | 6,7          | Retrait     | Retrait     |  |
|                | Henri Melchior        | MRP            | 2 736        | 5,31         | Retrait     | Retrait     |  |
|                | Justin Cabot          | Divers         | 1 955        | 3,8          |             |             |  |
|                | Pascal Bompard        | Radsoc         | 1 613        | 3,13         |             |             |  |
|                | Henri Dijon           | Divers gauche  | 696          | 1,35         |             |             |  |
|                |                       |                |              |              |             |             |  |
| Inscrits       | Inscrits              | Inscrits       | 64 161       | 100,00       | 64 148      | 100,00      |  |
| Abstentions    | Abstentions           | Abstentions    | 11 642       | 18,14        | 12 458      | 19,42       |  |
| Votants        | Votants               | Votants        | 52 519       | 81,86        | 51 690      | 80,58       |  |
| Blancs et nuls | Blancs et nuls        | Blancs et nuls | 1 031        | 1,96         | 1 460       | 2,82        |  |
| Exprimés       | Exprimés              | Exprimés       | 51 488       | 98,04        | 50 230      | 97,18       |  |

Le suppléant de Roland Nungesser était Henri Le Guichaoua, commissaire aux comptes, conseiller général de la Seine (secteur Nogent-sur-Marne/Le Perreux-sur-Marne).

### Élections de 1962[3]
| Candidat       | Candidat                       | Parti          | Premier tour | Premier tour | Second tour | Second tour |  |
| Candidat       | Candidat                       | Parti          | Voix         | %            | Voix        | %           |  |
| -------------- | ------------------------------ | -------------- | ------------ | ------------ | ----------- | ----------- |  |
|                | Roland Nungesser sortant réélu | UNR-UDT        | 23 616       | 47,88        | 28 306      | 56,61       |  |
|                | Louis Talamoni                 | PCF            | 16 816       | 34,09        | 21 700      | 43,39       |  |
|                | Robert Belvaux                 | SFIO           | 3 866        | 7,84         | Retrait     | Retrait     |  |
|                | Christian Bourguignon          | CNIP           | 2 628        | 5,33         | Retrait     | Retrait     |  |
|                | Henri Le Guichaoua             | Modérés        | 2 396        | 4,86         |             |             |  |
|                |                                |                |              |              |             |             |  |
| Inscrits       | Inscrits                       | Inscrits       | 67 046       | 100,00       | 67 146      | 100,00      |  |
| Abstentions    | Abstentions                    | Abstentions    | 16 671       | 24,87        | 14 719      | 21,92       |  |
| Votants        | Votants                        | Votants        | 50 375       | 75,13        | 52 427      | 78,08       |  |
| Blancs et nuls | Blancs et nuls                 | Blancs et nuls | 1 053        | 2,09         | 2 421       | 4,62        |  |
| Exprimés       | Exprimés                       | Exprimés       | 49 322       | 97,91        | 50 006      | 95,38       |  |

Le suppléant de Roland Nungesser était René Ithurbide. René Ithurbide remplaça Roland Nungesser, nommé membre du gouvernement, du 9 février 1966 au 2 avril 1967.